# 2S39 Magnolia
2S39 Magnolia (ros. 2С39 Магнолия, pol. magnolia) – rosyjski samobieżny moździerz kalibru 120 mm zaprojektowany i produkowany przez zakłady Urałwagonzawod. Prace nad projektem zostały ogłoszone przez agencję TASS w listopadzie 2017 roku, a w 2022 roku ruszyła produkcja seryjna.
Magnolia jest jednym z kilku systemów artyleryjskich wysokiej mobilności rozwijanych przez Urałwagonzawod. Została przystosowana do działania w skrajnie niekorzystnych warunkach atmosferycznych, głównie w strefie arktycznej. Do jej budowy wykorzystano pochodzący z lat 80. XX wieku przegubowy transporter opancerzony DT-30PM Witiaź.

## Charakterystyka
Pojazd wykorzystuje podwozie gąsienicowego transportera Witiaź składającego się z dwóch członów połączonych ze sobą przegubem. Potrafi on poruszać się po dowolnym terenie włącznie z bagnem czy lodem oraz pływać. Pierwsza sekcja pojazdu posiada opancerzoną kabinę dla załogi oraz przedział silnikowy, w którym znajduje się turbodoładowany silnik wysokoprężny YaMZ-847-10 o mocy 800 KM sprzężony z czterobiegową skrzynią oraz blokadą mechanizmu różnicowego. Dodatkowo układ silnika jest wyposażony w grzejnik pozwalający na jego uruchomienie w temperaturze do –50 °C.
Na drugiej sekcji maszyny została umieszczona wieża z moździerzem kalibru 120 mm, takim samym, jak ten stosowany na pojazdach 2S9 Nona. Jest on kompatybilny z amunicją moździerzową w zadanym kalibrze pochodzącą zarówno z czasów ZSRR, jak i późniejszą, produkowaną w Rosji – w tym z granatami odłamkowymi i amunicją dymną. Możliwe jest także odpalanie amunicji precyzyjnej typu Kitołow-2M. Pojazd zabiera na swój pokład maksymalnie 80 sztuk amunicji, a jej zasięg skutecznego rażenia jest zależny od stosowanego typu i wynosi od 7 do 10 km. Do samoobrony montowany jest dodatkowo karabin maszynowy kalibru 7,62 mm na wieży. Na wyposażeniu znajduje się komputer balistyczny oraz system nawigacji satelitarnej pozwalające na autonomiczne wykrywanie celów i wybranie najlepszego efektora do jego eliminacji.
Według producenta możliwe jest oddanie celnego strzału w warunkach zerowej widoczności podczas burzy śnieżnej.

## Użytkownicy
- Rosja
  - Wojska Lądowe